# Đường thẳng
Đường thẳng là một khái niệm nguyên thủy không định nghĩa, được sử dụng làm cơ sở để xây dựng các khái niệm toán học khác. Đường thẳng được hiểu là một đối tượng hình học không có chiều rộng (không gian một chiều) có độ cong bằng không tại mọi điểm, tuy nhiên đây không phải là một định nghĩa.

## Khái niệm
Một đường thẳng được hiểu như là một đường dài (vô hạn), mỏng (vô cùng) và thẳng tuyệt đối. Trong hình học Euclide, có một và chỉ có một đường thẳng đi qua hai điểm bất kỳ khác nhau. Đường thẳng này tạo ra đoạn nối ngắn nhất giữa hai điểm đó.
Hai hay ba điểm nằm trên cùng một đường thẳng được gọi là cộng tuyến. Trong một mặt phẳng, hai đường thẳng khác nhau hoặc là song song tức không bao giờ gặp nhau, hoặc giao nhau tại một và chỉ một điểm. Hai mặt phẳng giao nhau nhiều nhất là một đường thẳng.
Đường thẳng trong mặt phẳng Descartes có thể được mô tả bằng phương trình tuyến tính và hàm tuyến tính.

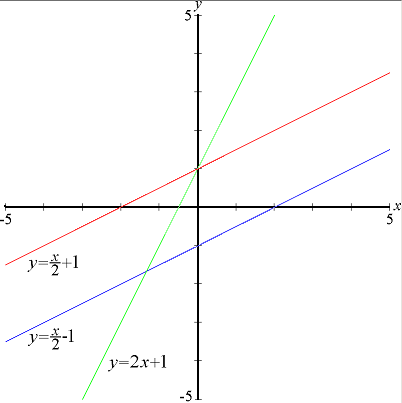
Ba đường thẳng màu đỏ, lục (xanh lá) và lam (xanh dương); trong đó đỏ và lam song song, còn đỏ và lục giao nhau trên trục y.

Khái niệm trực quan về đường thẳng có thể được hình thức hóa bằng nhiều cách. Nếu hình học được phát triển theo phương pháp tiên đề (như trong tác phẩm Các phần tử của Euclid hay trong tác phẩm sau này Cơ sở của hình học của David Hilbert), thì đường thẳng chẳng được định nghĩa gì cả, mà chỉ được đặc trưng bởi các tính chất của nó trong hệ tiên đề. "Bất kỳ thứ gì thỏa mãn các tiên đề của đường thẳng thì nó chính là đường thẳng.". Trong khi Euclide đã từng định nghĩa đường thẳng là cái gì đấy "có chiều dài mà không có bề dày", thực ra ông chưa bao giờ dùng định nghĩa mơ hồ này ở các chứng minh phía sau trong tác phẩm của mình.
Trong không gian Euclide Rn (và cũng như trong mọi không gian vector khác), chúng ta định nghĩa đường thẳng L là tập con của không gian đang xét và có dạng
{\displaystyle L=\{\mathbf {a} +t\mathbf {b} \mid t\in \mathbb {R} \}}
với a và b là hai vector cho trước trong Rn, đồng thời b phải khác 0. Vector b xác định hướng của đường thẳng, và a là một điểm nằm trên đường thẳng. Chọn các vector a và b khác nhau có thể dẫn đến kết quả cùng một đường thẳng.
Trong không gian hai chiều, chẳng hạn trong một mặt phẳng, hai đường thẳng phân biệt hoặc là hai đường thẳng song song hoặc phải cắt nhau tại một điểm. Tuy nhiên, trong không gian nhiều hơn hai chiều, hai đường thẳng có thể không song song nhau mà cũng chẳng cắt nhau, và hai đường thẳng như vậy gọi là hai đường thẳng chéo nhau.
Trong R2, mọi đường thẳng được biểu diễn bởi một phương trình tuyến tính có dạng
{\displaystyle L=\{(x,y)\mid ax+by=-c\}\,}
với a, b và c là các hệ số thực cố định trong đó a và b không đồng thời bằng 0 (xem phần phương trình tuyến tính để có thêm các dạng khác). Các tính chất quan trọng của đường thẳng trong không gian hai chiều là độ dốc, giao điểm của nó với trục Ox, giao điểm của nó với trục Oy.
Trừu tượng hơn, người ta thường nghĩ về trục số thực như là một nguyên mẫu điển hình cho một đường thẳng, và giả định rằng mỗi điểm trên đường thẳng tương ứng một-một với một số thực nào đó trên trục số thực. Thế nhưng ta hoàn toàn có thể sử dụng cả số siêu thực và kể cả đường thẳng dài trong lý thuyết topo để làm nguyên mẫu cho đường thẳng.
Tính chất "thẳng" của đường thẳng, thường được hiểu là tính chất cho phép đường thẳng cực tiểu hóa khoảng cách giữa hai điểm, mà về sau có thể được tổng quát hóa thành khái niệm đường trắc địa trong đa tạp khả vi.

## Phương trình đường thẳng
Trong hệ tọa độ Descartes vuông góc Oxy, phương trình đường thẳng có dạng {\displaystyle y=ax+b} trong đó a là hệ số góc. Hoặc tổng quát hơn là phương trình {\displaystyle Ax+By+C=0}.

## Tia
Trong hình học Euclid, nếu cho một đường thẳng l và hai điểm A và B, một tia, hay nửa-đường thẳng, có gốc A và đi qua B là tập hợp các điểm C trên đường thẳng l sao cho A và B đều thuộc tập hợp này và A không nằm giữa C và B. Điều này có nghĩa là, trong hình học, một tia phát xuất từ một điểm rồi đi mãi về một hướng.
Trong quang học, nhất là trong quang hình, đường lan truyền của ánh sáng hoặc các bức xạ điện từ khác, trong môi trường đồng nhất, là một đường thẳng và được gọi là tia sáng hay quang tuyến. Tia này vuông góc với mặt sóng trong lý thuyết quang sóng.